# Consiglio regionale del Poitou-Charentes
Il Consiglio regionale del Poitou-Charentes (in francese Conseil régional de Poitou-Charentes) è stato fino al 2015 l'assemblea deliberativa della regione francese Poitou-Charentes, una collettività territoriale decentrata che agiva sul territorio regionale. Aveva 55 consiglieri regionali e la sua sede era a Poitiers, in 15 rue de l'Ancie Comédie, nel centro della città.
Il consiglio regionale Poitou-Charentes è scomparso il 1º gennaio 2016 contemporaneamente all'omonima regione. Il suo ultimo presidente è il socialista Jean-François Macaire. Il 4 gennaio 2016, il socialista Alain Rousset, la cui lista è arrivata prima nelle elezioni regionali del 2015, è stato eletto presidente della nuova regione della Nuova Aquitania.